# Diadelia x-fusca
Diadelia x-fusca är en skalbaggsart som beskrevs av Stefan von Breuning 1965. Diadelia x-fusca ingår i släktet Diadelia och familjen långhorningar.
Artens utbredningsområde är Madagaskar. Inga underarter finns listade i Catalogue of Life.